# Palais Wartenberg

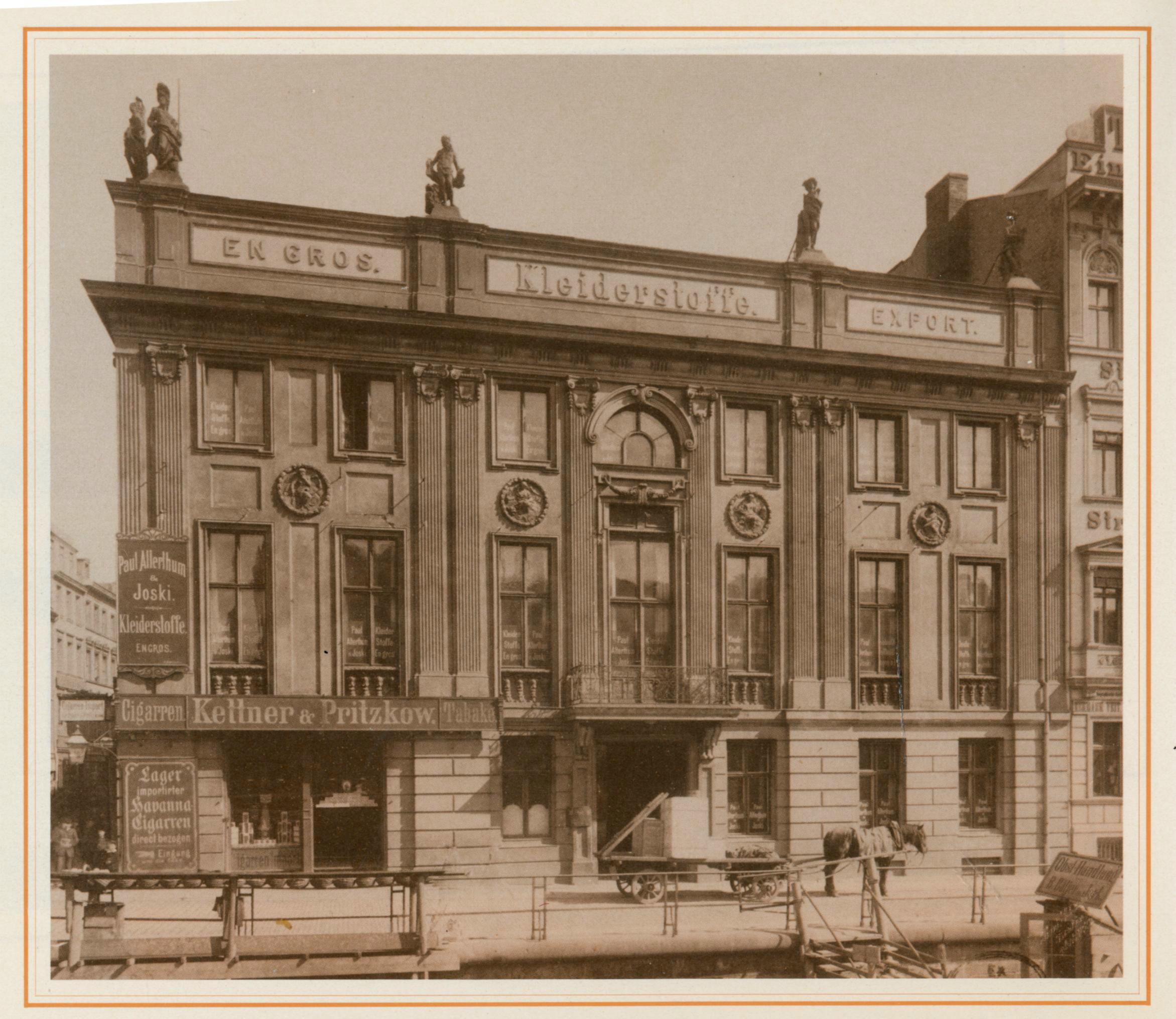
Palais Wartenberg, 1888 photographiert von F. Albert Schwartz

Das Palais Wartenberg (später Alte Post) war ein in Berlin an der Langen Brücke (heute Rathausbrücke), König- und Ecke Burgstraße (heute Rathausstraße-Ecke Spreeufer) gelegenes, nach Plänen von Andreas Schlüter errichtetes prächtiges, dreigeschossiges Palais, das heute nicht mehr vorhanden ist.

## Geschichte

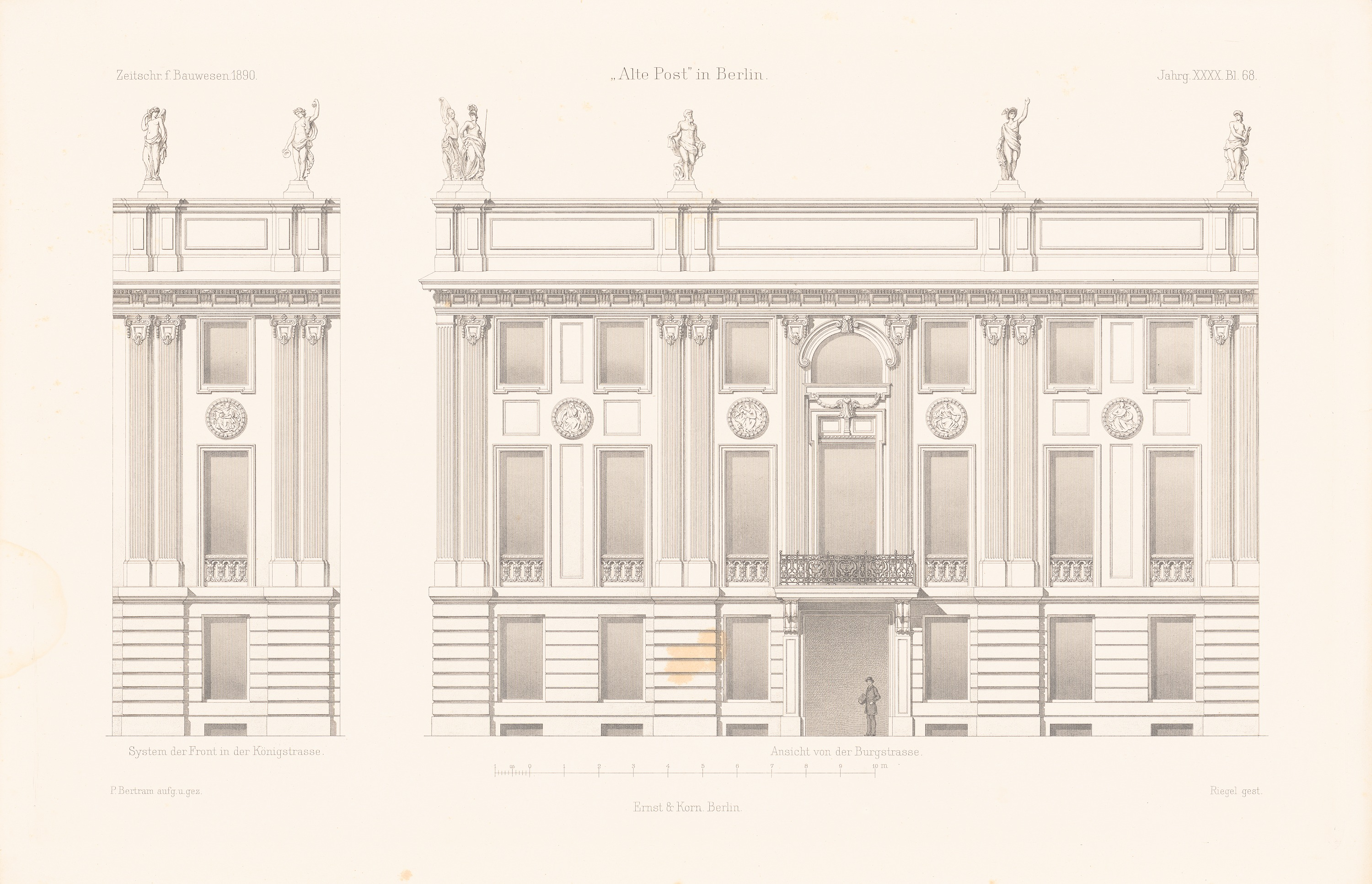
Alte Post 1890

Im Jahr 1701 erteilte König Friedrich I. seinem Günstling, dem Oberpostmeister Graf Johann Kasimir Kolb von Wartenberg, die Order, das Hintergebäude des Posthauses abbrechen und nach Entwurf von Schlüter wieder aufbauen zu lassen. Hierfür wurde 1702 das an der Langen Brücke liegende Haus des Hofrats Schardius erworben. Das barocke Palais wurde als Wohn- und Dienstsitz für Wartenberg bis zum Herbst 1704 unter der Leitung Eosanders fertiggestellt.
Schlüter hatte einen kubisch wirkenden Bau mit Pilastergliederung und weiten Fensteröffnungen entworfen. Über dem Portal mit zwei goldenen Posthörnern befand sich ein Balkon. Darüber zierte eine von Genien flankierte Wappenkartusche den Eingangsbereich. Den Dachrand krönten neun Statuen griechischer Gottheiten und die Fassade war mit Reliefs verziert. Im ersten Stock war für den Premierminister und General-Erbpostmeister eine festlich dekorierte Suite eingerichtet. Hinter der Spreefront lag der dreiachsige Mittelsaal, an den nach Süden ein Kabinett und nach Norden ein Eckzimmer anschlossen. Rückseitig war das Palais durch einen schmalen Hof mit dem Hofpostamt in der Poststraße 1 verbunden.
Nachdem Wartenberg 1710 in Ungnade gefallen und entlassen worden war, erhielt der neue Generalpostmeister von Kamecke das Hauptgeschoss als Dienstwohnung angewiesen, die übrigen Räume wurden für Bürozwecke benutzt. Als die Post 1815 den Gebäudekomplex aufgab, war Schlüters verwahrloster und baufälliger Palastbau erstmals ernsthaft gefährdet. Nachdem das Hauptpostamt 1816 in das Palais Grumbkow in der Königstraße Nr. 60 umgezogen war, beherbergte das verlassene „Alte Posthaus“ kurz das Ministerium für geistliche Angelegenheiten und sollte dann privatisiert werden. Karl Friedrich Schinkel setzte sich hartnäckig für den Erhalt des Gebäudes ein, so dass König Friedrich Wilhelm III., vom Rang des Gebäudes überzeugt, 1822 schließlich festlegte, dass dem Käufer zur Pflicht gemacht werde, ohne Genehmigung nichts zu ändern.
Der neue Besitzer J. B. Pascal ließ die Fassade weitgehend unverändert. Mit Zustimmung Schinkels wurde lediglich die barocke Kartusche entfernt und die gesamte Mittelachse an der Burgstraßenseite umgestaltet. Es wurden zahlreiche Läden eingerichtet. 1889 wurde das Gebäude dann aber doch abgerissen. Teile der plastischen Arbeiten aus der Schlüterwerkstatt befinden sich heute im Bode-Museum. Im Ephraim-Palais erinnert die Kopie einer Stuckdecke an Schlüters Alte Post. Im Museum für Kommunikation in der Leipziger Straße sitzen die Café-Besucher unter der vor dem Abriss ausgebauten und hier vor einigen Jahren wieder eingebauten, behutsam ergänzten Original-Schlüterdecke.

## Nachfolgebauten

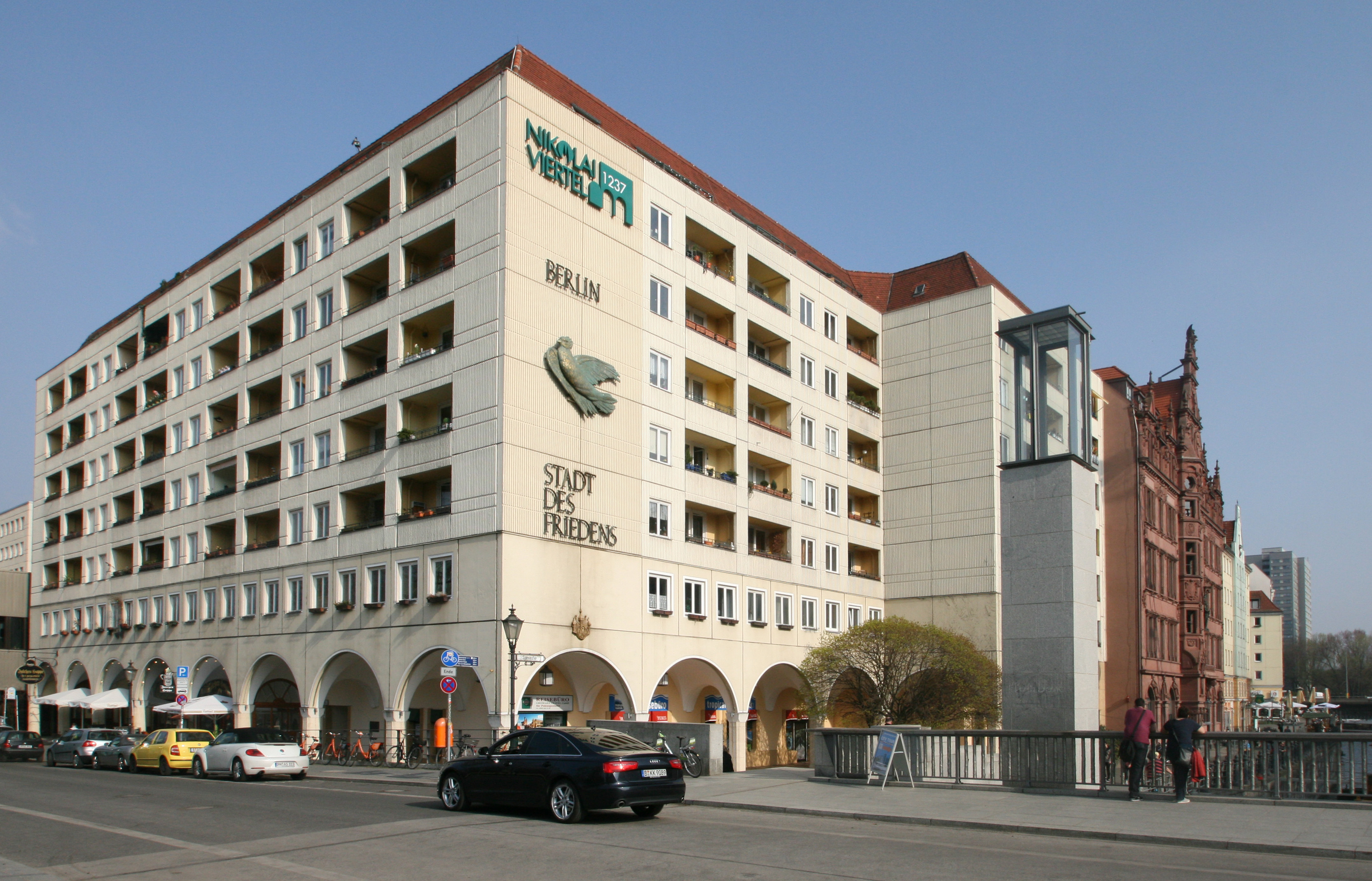
Rathausstraße-Ecke Spreeufer im Jahr 2018

1892 wurde an gleicher Stelle ein Neubau fertiggestellt. Wegen Verbreiterung der Rathausstraße musste dieser bereits 1899 einem ähnlich gestalteten Bürohaus des Architekten Carl Bauer weichen. Das im Krieg schwer getroffene Gebäude wurde nach 1945 abgerissen. Im heutigen, in den 1980er Jahren errichteten Eckgebäude, befand sich bis 1990 die Kasse des Palastes der Republik. Am Giebel kann man die Inschrift „Berlin – Stadt des Friedens“ mit einem Tauben-Relief von Gerhard Thieme lesen. Der Beiname „Stadt des Friedens“ wurde Berlin 1979 vom „Weltfriedensrat“ verliehen, einer von der Sowjetunion gesteuerten Organisation.